# Oklahoma Sooners

Logo der Oklahoma Sooners und der University of Oklahoma

Die Oklahoma Sooners sind die Sportabteilung der University of Oklahoma, die vor allem für ihre Football-Mannschaft bekannt ist.
Diese beteiligt sich an der Southeastern Conference. Im Jahr 2002 wurde die Universität von Oklahoma von Sports Illustrated das drittbeste College-Sport-Programm in Amerika genannt.

## Football
Die Sooners nehmen seit 1895 am College Football teil. Der Name stammt aus dem Landvergabewettlauf Oklahoma Land Run (1889), bei denen manche heimlich „Früher“ gestartet waren. 
Seit 1923 spielen die Sooners im Gaylord Family Oklahoma Memorial Stadium. Bislang gewannen sie 41 Conference-Meisterschaften und sieben National-Championships. OU hat die höchste Gewinnwahrscheinlichkeit von jedem Team in dieser Konferenz seit dem Jahr 1936.
Die Sooners haben sieben nationale Meisterschaften im Football gewonnen, nämlich 1950, 1955, 1956, 1974, 1975, 1985 und 2000. Zudem sind viele Einzelspieler der Oklahoma Sooners erfolgreich. Es gibt sieben  Heisman-Trophy-Gewinner und auch viele andere Preisträger, einschließlich NFL-MVP-Award-Gewinnern und Mitgliedern der College Football Hall of Fame.

## Sooner-Traditionen

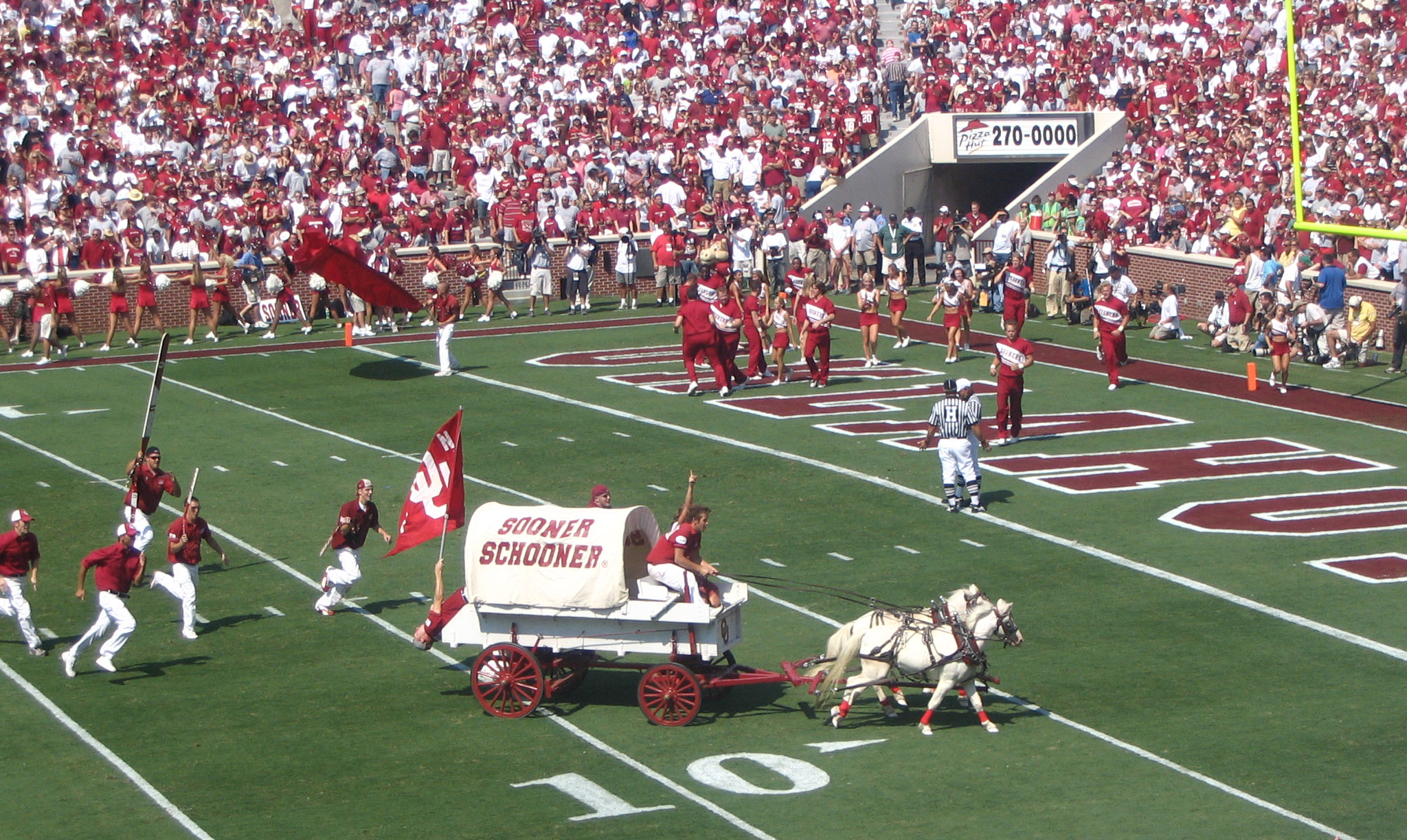
Der Sooner Schooner

Die offiziellen Farben der Sooners sind Blutrot und Creme. Das Logo der Schule ist ein formschlüssiges „OU“-Design und wurde erstmals 1967 auf Football-Helmen verwendet.
Der „Fight Song“ von der Universität von Oklahoma heißt Boomer Sooner, komponiert von Arthur M. Alden im Jahr 1905. Andere Songs heißen Oklahoma!, OK Oklahoma und das OU Chant.
Das Maskottchen ist das Sooner Schooner, ein Wagen. Es gibt auch zwei neue Maskottchen, beide cremeweiße Ponys, die Boomer und Sooner heißen. Es gibt außerdem eine Gruppe namens RUF/NEKS, die beim Touchdown-Jubel der Sooners Salutschüsse abgibt.